# 2019 en football
Cet article présente les faits marquants de l'année 2019 en football.

## Principales compétitions
- Premier League (du 11 août 2018 au 19 mai 2019)
- Ligue des champions l'UEFA (du 18 septembre 2018 au 1er juin 2019)
- Ligue Europa (du 20 septembre 2018 au 29 mai 2019)
- Coupe de la confédération (du 14 décembre 2018 au 26 mai 2019)
- Ligue des champions de la CAF (du 14 décembre 2018 au 31 mai 2019)
- Coupe d'Asie des nations (du 5 janvier au 1er février 2019)
- Copa Sudamericana (du 5 février au 9 novembre 2019)
- Ligue des champions de l'OFC (du 10 février au 11 mai 2019)
- Ligue des champions de la CONCACAF (du 19 février au 2 mai 2019)
- Ligue des champions de l'AFC (du 4 mars au 24 novembre 2019)
- Copa Libertadores (du 5 mars au 23 novembre 2019)
- Coupe du monde féminine (du 7 juin au 7 juillet 2019)
- Copa América (du 14 juin au 7 juillet 2019)
- Gold Cup (du 15 juin au 7 juillet 2019)
- Euro Espoirs (du 16 au 30 juin 2019)
- Coupe d'Afrique des nations (du 21 juin au 19 juillet 2019)
- Copa Libertadores féminine (du 11 au 27 octobre 2019)
- Coupe du monde des clubs (du 11 au 21 décembre 2019)

## Chronologie mensuelle

### Janvier
- 5 janvier : Le club amateur de Viry-Châtillon (Régional 1) crée l'exploit des 32e de finale de la Coupe de France en éliminant l'équipe du Angers SCO (Ligue 1) sur le score de 1-0, grâce à un but de Mahamadou Sacko[1].
- Du 5 janvier au 1er février : 17e édition de la Coupe d'Asie des nations aux Émirats arabes unis.
- 6 janvier : Surprise lors des 32e de finale de la Coupe de France le club amateur d'Andrézieux (National 2) élimine l'Olympique de Marseille 2 à 0. Avec cette défaite l'OM enchaîne un septième match consécutif sans victoire toutes compétitions confondues.
- 8 janvier :
  - L'Égypte est désignée pour organiser la CAN 2019, en remplacement du Cameroun.
  - Cérémonie des CAF Awards 2018 à Dakar. Mohamed Salah est désigné meilleur joueur africain pour la deuxième année consécutive. Thembi Kgatlana remporte les trophées de meilleure joueuse et du plus beau but. Achraf Hakimi est élu meilleur jeune et Hervé Renard meilleur entraîneur.
- 19 janvier : La Juventus remporte à Djeddah la 31e édition de la Supercoupe d'Italie en battant l'AC Milan 1-0.
- 21 janvier :
  - Le Piper PA-46 Malibu transportant le footballeur argentin Emiliano Sala et son pilote David Ibbotson s'abime dans la Manche lors d'un vol entre Nantes et Cardiff.
  - 21e journée de Ligue 1 : L'Olympique Lyonnais s'impose 1-2 au stade Geoffroy-Guichard et remporte face à l'AS Saint-Étienne le 118e Derby rhônalpin[2].
- 26 janvier : Le Sporting Portugal tenant du titre conserve la Coupe de la Ligue portugaise en battant à Braga l’équipe du FC Porto (0-0 et 3 tirs au but a 1).

### Février
- 1er février : Finale de la Coupe d'Asie des nations au stade Cheikh Zayed à Abou Dabi, le Qatar s'impose 1-3 face au Japon et remporte le premier tournoi majeur de son histoire.
- 2 février : 22e journée de Liga, la Real Sociedad s'impose 2-1 face à son rival de l'Athletic Bilbao et remporte le 176e Euskal Derbia, disputé stade d'Anoeta de Saint-Sébastien.
- 6 février : Demi-finale Aller de la Coupe du Roi, le Real Madrid décroche le match nul 1-1 au Camp Nou, en étant parvenu à ouvrir le score (par l'intermédiaire de Lucas Vázquez à la 6e minute) face au FC Barcelone lors du 273e El Clásico.
- 9 février : 23e journée de Liga le Real Madrid remporte (3-1) face à l'Atletico Madrid le 284e Derbi madrileño disputé au stade Wanda Metropolitano.
- 10 février : 21e journée de Liga NOS, le Benfica Lisbonne atomise le CD Nacional sur le score fleuve de 10-0[3].
- 16 février : Le Mali remporte la CAN junior 2019 en battant en finale le Sénégal 4 tirs au but à 3[4].
- 19 février : La Fédération espagnole de football annonce que le format de la Supercoupe d'Espagne est modifié. Le trophée se disputera désormais dans un format à quatre équipes (les deux derniers finalistes de la Copa del Rey et les deux clubs les mieux classés de la dernière saison en Liga qui ne seraient pas qualifiés via la Coupe d'Espagne) [5]. La compétition se déroulera dans une ville en dehors d'Espagne.
- 21 février : Après avoir concédé le partage des points 3-3 dans son stade au match aller, le Stade rennais bat finalement le Betis Séville sur le score de 1-3 au match retour et réalise l'exploit de se qualifier en huitièmes de finale de la Ligue Europa (C3) pour la première fois de son histoire[6].
- 24 février : Manchester City remporte la Coupe de la Ligue anglaise pour la deuxième fois d'affilée en s'imposant 4 tirs au but à 3 face à Chelsea[7]. À cette occasion, le comportement du portier titulaire des Blues, Kepa Arrizabalaga (qui refuse d'être remplacé par Willy Caballero avant la séance de pénalties), déclenche une vive polémique[8].
- 27 février : Demi-finale retour de la Coupe du Roi, le FC Barcelone bat le Real Madrid au stade Santiago Bernabéu 0-3 lors du 274e El Clásico. Luis Suárez est l'auteur d'un doublé en faveur du club Blaugrana.

### Mars
- 2 mars : 26e journée de Liga, trois jours après s'être affronté le FC Barcelone bat une nouvelle fois le Real Madrid 0-1 lors du 275e El Clásico. Ivan Rakitić est l'unique buteur de la rencontre.
- 5 mars : Le Real Madrid, triple tenant du titre de la Ligue des champions, est battu 1-4 par l'Ajax Amsterdam au Santiago-Bernabéu et se voit éliminé de la compétition au stade des huitièmes de finale (score cumulé : 5-3 en faveur d'Amsterdam)[9]. La performance de Dušan Tadić, titulaire à la pointe de l'Ajax ce soir-là et auteur d'un magnifique but et de deux passes décisives, est salué par la plupart des observateurs (le quotidien sportif L'Équipe lui attribuant même la note rarissime de 10/10)[10],[11].
- 6 mars : Un Manchester United considérablement amoindri (amputé de certains joueurs clés de son effectif comme Lingard, Matić, Herrera, Martial, Mata, Valencia, Darmian, Jones, Sánchez blessés et Pogba suspendu[12]) se qualifie pour les quarts de finale de la Ligue des Champions en battant le Paris Saint-Germain 1-3 au Parc des Princes, après avoir perdu le match aller 0-2 à Old Trafford. Les mancuniens se sont imposés grâce à un doublé de Lukaku en première mi-temps et un penalty décisif tiré par Marcus Rashford (pour une main de Kimpembe) dans les arrêts de jeu de la rencontre[13]. Après cette rencontre, le PSG devient la première équipe dans l'histoire de la Ligue des champions à être éliminée malgré une victoire 0-2 à l'extérieur au match aller[14]...
- 7 mars : Au Roazhon Park, le Stade rennais bat Arsenal sur le score de 3-1 lors du match aller qui oppose les deux équipes dans le cadre des huitièmes de finale de la Ligue Europa[15].
- 17 mars : 29e journée de Ligue 1 le Paris Saint-Germain s'impose au Parc des princes 3 à 1 face à l'Olympique de Marseille et remporte le 96e Classique grâce notamment à une grosse performance d'Angel Di Maria (deux buts et une passe décisive).
- 22-24 mars : 6e et dernière journée des qualifications à la CAN 2019 : l'Angola, le Burundi, le Cameroun, la Guinée-Bissau, la Namibie, le Zimbabwe, la RDC, le Bénin, la Tanzanie et l'Afrique du Sud décrochent les derniers tickets pour la coupe d'Afrique des nations.
- 29 mars : Les marocains du Raja Club Athletic remportent à Doha la 27e édition de la Supercoupe de la CAF 2 à 1 face au club tunisien de l'Espérance sportive de Tunis.

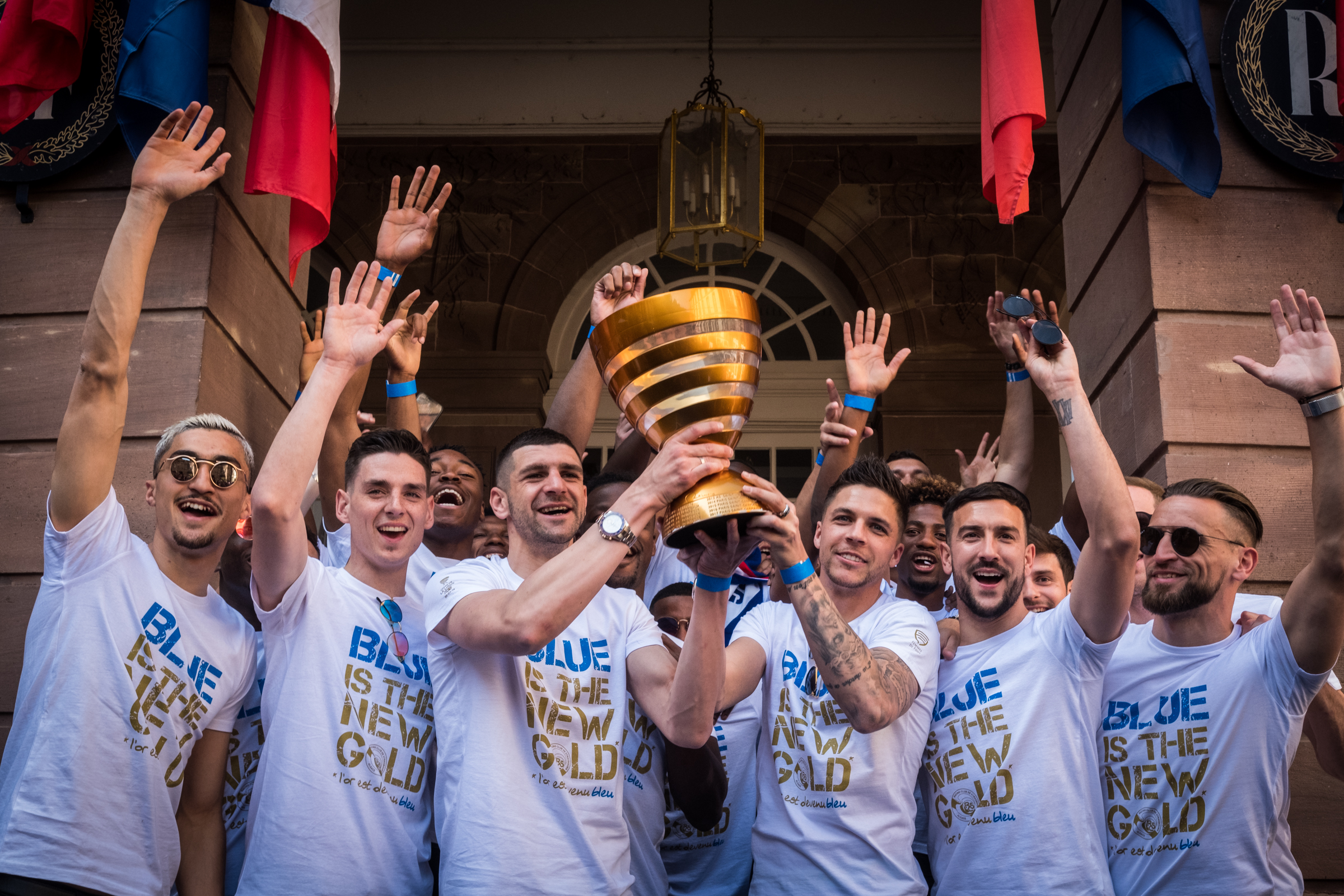
Présentation du trophée de la Coupe de la Ligue à l'hôtel de ville de Strasbourg le 31 mars 2019.

- 30 mars : Finale de la Coupe de la Ligue française au stade Pierre-Mauroy à Villeneuve-d'Ascq. Au terme d'un 0-0 de faible niveau après 120 minutes de jeu, le Racing Club de Strasbourg remporte la Coupe de la ligue en battant l'En Avant Guingamp 4 tirs au but à 1. Grâce à ce titre Strasbourg est qualifié pour le deuxième tour de la Ligue Europa 2019-2020.
- 31 mars : 24e journée de Superliga Argentina : Le Racing Club est sacré champion d'Argentine pour la 18e fois à la suite de son match nul 1-1 face au Tigre.

### Avril
- 11 avril : Demi-finale retour de la Ligue des Champions de la CONCACAF, après s'être déjà imposés à l'aller 5 à 0 les Mexicains du CF Monterrey s'imposent une nouvelle fois 5-2 et cette fois sur la pelouse des Américains du Sporting de Kansas City. Grâce à ce résultat les joueurs de Monterrey valident leur billet pour la finale.
- Du 14 au 28 avril : 13e édition de la Coupe d'Afrique des nations des moins de 17 ans en Tanzanie.
- 21 avril : 33e journée de Ligue 1 le Paris Saint-Germain est sacré champion de France pour la deuxième fois consécutive après sa victoire au Parc des Princes 3 à 1 face à l'AS Monaco.
  - 24 avril :
  - 21e journée de D1 féminine L'Olympique Lyonnais est sacré champion de France pour la 13e fois consécutive après sa victoire 4-0 sur la pelouse de Dijon.
  - Finale aller de Ligue des champions de la CONCACAF : le CF Monterrey s'impose à l'Estadio Universitario  1-0 face aux Tigres UANL et prend une petite option pour le titre.
- 27 avril :
  - 35e journée de Liga : Grâce à sa victoire à domicile 1-0 face à Levante, le FC Barcelone est sacré champion d'Espagne pour la 26e fois de son histoire.
  - Le Stade rennais remporte, 48 ans après, la finale de la Coupe de France disputée au Stade de France en s'imposant 2-2 et 6 tirs au but à 5 face au Paris Saint-Germain. Grâce à cette victoire le club Breton se qualifie pour la Ligue Europa 2019-2020.

### Mai
- 2 mai : Finale retour de Ligue des champions de la CONCACAF a l'Estadio BBVA Bancomer, le CF Monterrey fait match nul 1 à 1 face aux Tigres UANL et remporte le titre pour la 4e fois après sa victoire au match aller. Grâce à cette victoire, le CF Monterrey est qualifié pour la Coupe du monde des clubs.
- 3 mai : 36e journée de Ligue 2 quelques semaines après avoir déjà assuré sa montée en Ligue 1 le FC Metz concrétise sa belle saison au stade Saint-Symphorien en étant sacré champion de France de deuxième division grâce à sa victoire 3 à 0 face à Valenciennes.
- 8 mai :
  - Les filles de l'Olympique Lyonnais remportent la Coupe de France féminine pour la 8e fois de l'histoire en battant le LOSC féminin sur le score de 3 à 1.
  - Demi-finale retour de la Ligue des Champions entre Tottenham Hotspur et l'Ajax Amsterdam. Défaits 1-0 au match aller, les hommes de Mauricio Pochettino l'emportent sur le score de 2-3 grâce à un triplé de Lucas Moura malgré le score de 2-0 en faveur des Hollandais à la mi-temps.
- 9 mai : La CONMEBOL annonce que pour des raisons d'organisation la finale de la Copa Sudamericana qui devait se dérouler à Lima au Pérou change de lieu et opte pour le stade Defensores del Chaco à Asuncion, capitale du Paraguay[16].
- 11 mai : Finale de la Ligue de champion de l'OFC au stade Numa-Daly à Nouméa en Nouvelle-Calédonie. Hienghène Sports remporte la compétition pour la première fois en remportant la finale 100% néo-calédonienne 1-0 face à l'AS Magenta.
- 15 mai : La Lazio remporte au stade olympique de Rome la Coupe d'Italie en battant l'Atalanta Bergame 2-0. Grâce à cette victoire la Lazio est qualifiée pour la phase de poule de la Ligue Europa 2019-2020.
- 18 mai : Manchester City s'adjuge au Wembley Stadium la Coupe d'Angleterre pour la 6e fois de son histoire en battant Watford sur le score fleuve de 6-0. Avec ce titre Manchester City réalise cette saison le triplé anglais (Championnat, Coupe de la ligue, Coupe d'Angleterre).
- 19 mai : Le FC Bâle remporte pour la 13e fois la Coupe de Suisse en battant le FC Thoune par 2 buts à 1.
- 25 mai :
  - Le Valence CF remporte à Séville la 116e édition de la Coupe du Roi en battant le FC Barcelone 2-1, grâce aux buts du français Kevin Gameiro et de l'espagnol Rodrigo.
  - Le Bayern Munich s'impose au Stade olympique de Berlin 3 à 0 lors de la finale de la Coupe d'Allemagne disputé face au RB Leipzig. C'est la 19e fois que les munichois remporte la coupe nationale.
  - Le Sporting Portugal gagne sa 17e Coupe du Portugal en s'imposant à l'Estádio Nacional d'Oeiras (2-2 et 5 tirs au but 4) face au FC Porto.
- 29 mai : Finale de la 48e édition de la ligue Europa, au stade olympique à Bakou. Chelsea remporte la finale 100% londonienne grâce à une victoire 4-1 face à Arsenal.

### Juin
- 1er juin : Finale de la 64e édition de la ligue des champions de l'UEFA, au Stade Metropolitano de Madrid entre Liverpool et Tottenham. Liverpool repart vainqueur (2-0) grâce à un but de Mohamed Salah et de Divock Origi.
- 2 juin : Le Club Atlético Tigre remporte au stade Mario-Alberto-Kempes la première édition de la Copa de la Superliga en battant en finale l'équipe de Boca Juniors par 2 à 0[17].
- Du 7 juin au 7 juillet : 8e édition de la coupe du monde féminine, en France.
- 8 juin : Le CR Belouizdad remporte la Coupe d'Algérie après une victoire 2-0 sur le JSM Béjaïa qui évolue en deuxième division.
- 9 juin : Finale de la 1re édition de la ligue des nations de l'UEFA à Porto. Le Portugal s'impose 1 à 0 face aux Pays-Bas et remporte le trophée.
- Du 14 juin au 7 juillet : 46e édition de la Copa América, au Brésil.
- Du 15 juin au 7 juillet : 25e édition de la Gold Cup, aux États-Unis, au Costa-Rica, et en Jamaïque.
- Du 16 au 30 juin : 22e édition du Championnat d'Europe espoirs en Italie et à Saint-Marin.
- Du 21 juin au 19 juillet : 32e édition de la Coupe d'Afrique des nations, en Égypte.
- 24 juin : Grâce à un match nul 0-0 contre la Roumanie, l'Équipe de France espoirs se qualifie pour les 1/2 finales de l'Euro espoirs et obtient sa qualification pour les Jeux olympiques 2020.
- 30 juin : Finale du Championnat d'Europe espoirs au stade Friuli à Udine. L'équipe d'Espagne bat l'Allemagne 2-1 et remporte pour la 5e fois le titre européen des espoirs.

### Juillet
- 7 juillet :
  - Finale de la Coupe du monde féminine, au Parc Olympique lyonnais à Lyon. Les Américaines remportent pour la 4e fois le mondial (un record) en s'imposant face aux Néerlandaises sur le score de 2-0.
  - Finale de la Copa America, au stade Maracanã à Rio de Janeiro. Le Brésil s'impose 3 à 1 contre le Pérou et remporte le trophée pour la 9e fois.
  - Finale de la Gold Cup au Soldier Field à Chicago. Le Mexique bat les États-Unis 1-0 et remporte la coupe pour la 11e fois grâce à un but de Jonathan dos Santos à la 73e.
- 12 juillet : Le conseil fédéral de la FIGC décide à l'unanimité la relégation de l'US Palerme en Serie D[18].
- 19 juillet : Finale de la Coupe d'Afrique des nations, au Stade international au Caire. L'Algérie remporte la CAN, 29 ans après, en battant le Sénégal 1-0.
- 14 juillet au 27 juillet : 68e édition du Championnat d'Europe des moins de 19 ans en Arménie. L'Espagne remporte le trophée après avoir écarté la France en demi-finale.
- 16 juillet au 28 juillet : 22e édition du championnat d'Europe féminin des moins de 19 ans en Ecosse.
- 16 juillet au 10 août : 7e édition de l'international Champions Cup à Singapour, aux États-Unis, en Chine, en Angleterre, au Pays de Galles et en Suède. Benfica remporte la compétition avec 3 victoires en 3 matchs.
- 20 juillet : Supercoupe de Belgique à la Luminus Arena, le KRC Genk bat à domicile le club du KV Malines 3-0 et remporte pour la 2e fois la Supercoupe.
- 25 juillet : le Racing Club de Strasbourg retrouve un match officiel européen à la Meinau, treize ans après sa dernière participation, et seulement huit ans après sa liquidation judiciaire.
- 28 juillet : 10e édition de l'Emirates Cup à l'Emirates Stadium de Londres. L'Olympique Lyonnais bat Arsenal 2-1 et remporte le titre grâce à un doublé de Moussa Dembélé. Alors que le titre féminin est quant à lui remporté par le Bayern Munich qui s'impose 1-0 face à Arsenal.
- 30 et 31 juillet : Audi Cup dans la ville de Munich à l'Allianz Arena. En plus de l'organisateur, le Bayern Munich, les clubs invités sont le Real Madrid, Tottenham et le Fenerbahçe SK. Le club anglais de Tottenham s'impose en finale (2-2 et 6 t.a.b à 5) face au Bayern Munich. Un peu plus tôt dans la soirée les espagnols du Real Madrid terminent troisième grâce à leur victoire 5-3 face aux stambouliotes du Fenerbahçe.

### Août
- 2 août : Le Gazélec Ajaccio qui souhaite toujours être repêché en Ligue 2, boycotte son match de 1er journée de championnat National disputé sur la pelouse du stade Bauer face au Red Star. Avec ce forfait le club Corse risque de perdre la rencontre sur tapis vert par 3-0 et également des points de pénalité supplémentaires au classement[19].
- 3 août :
  - Le Paris Saint-Germain remporte la 24e édition du Trophée des champions disputée à Shenzhen en Chine en s'imposant face au Stade rennais sur le score de 2 à 1.
  - Le Bayern Munich remporte la 19e édition de la Supercoupe d'Allemagne face au Borussia Dortmund en s'imposant au Signal Iduna Park sur le score de 2-0.
- 4 août :
  - Après un match nul 1-1 au terme des 90 minutes Manchester City arrache la victoire dans le Community Shield au bout du suspense en s'imposant 5 tirs au but a 4 face à Liverpool.
  - Le Benfica Lisbonne remporte la 41e édition de la Supercoupe du Portugal en étrillant le club rival du Sporting Portugal par 5 à 0.
  - Le FC Barcelone remporte le 54e Trophée Joan Gamper en battant Arsenal 2 à 1.
- 7 août : 
  - Galatasaray s'adjuge à Ankara la Supercoupe de Turquie en s'imposant 1-0 contre l'Akhisar Belediyespor.
  - Le club brésilien l'Athletico Paranaense remporte la 12e édition de la Coupe Suruga Bank en battant les Japonais du Shonan Bellmare par 4 à 0.
- 30 août : 3e journée de Liga, l'Athletic Bilbao bat l'équipe rivale de la Real Sociedad par 2 à 0 et remporte le 177e Euskal Derbia, disputé au stade San Mames de Bilbao.

### Septembre
- 21 septembre : Après un match nul 1-1 au terme des 90 minutes les filles de l'Olympique Lyonnais parviennent à remporter à Guingamp la 1er édition du Trophée des championnes en battant le PSG féminin par 4 tirs au but à 3.
- 28 septembre : 7e journée de Liga, l'Atletico Madrid fait match nul (0-0) au stade Wanda Metropolitano lors du 285e Derbi madrileño disputé face au Real Madrid.

### Octobre
- 6 octobre : 9e journée de Ligue 1, l'AS Saint-Étienne sort victorieux du 119e Derby rhônalpin disputé au stade Geoffroy-Guichard en s'imposant 1 à 0 face à l'Olympique Lyonnais.
- Du 11 au 28 octobre : 11e édition de la Copa Libertadores féminine organisée par la Confédération sud-américaine de football (CONMEBOL) à Quito en Équateur qui oppose seize clubs des différents championnats sud-américains de la saison précédente.
- 19 octobre :  Début des séries éliminatoires de la Major League Soccer (MLS).
- 26 octobre : Finale du championnat des États-Unis féminin à Cary. Les Courage de la Caroline du Nord sont sacrées championnes après s'être imposées 4 à 0 face aux Chicago Red Star.
- Du 26 octobre au 17 novembre : 18e édition de la Coupe du monde des moins de 17 ans au Brésil. Le Brésil remporte la compétition, la France termine troisième.

### Novembre
- 6 novembre : La CONMEBOL annonce que la finale de la Copa Libertadores qui devait être organisée a Santiago est finalement déplacée au Stade Monumental à Lima en raison de la crise sociale que traverse le Chili.
- Du 8 au 22 novembre : 3e édition de la Coupe d'Afrique des nations des moins de 23 ans, en Égypte.
- 9 novembre : Finale de la 18e édition de la Copa Sudamericana au Stade Defensores del Chaco à Asuncion, au Paraguay. Les Equatoriens de l'Independiente del Valle s'imposent 3-1 face aux Argentins du Club Atlético Colón. C'est le 1er titre pour l'Independiente dans cette compétition et seulement le deuxième trophée continental dans l'histoire du football équatorien.
- 10 novembre : 24e édition de la MLS Cup. Les Sounders de Seattle remporte le titre à domicile en s'imposant 3 buts à 1 face aux Canadiens du Toronto FC.
- 23 novembre : Finale de la 60e édition de la Copa Libertadores au Stade Monumental à Lima au Pérou. Les Brésiliens de Flamengo sont sacrés champions d'Amérique du Sud 38 ans après leur dernier titre en battent les Argentins de River Plate 2-1 grâce à un doublé de Gabriel Barbosa en fin de match (89e et 92e).

### Décembre
- 2 décembre : 64e édition du Ballon d'or au Théâtre du Châtelet à Paris. Le Ballon d'or est remis à l'Argentin Lionel Messi qui remporte le trophée pour la 6e fois en étant élu devant le Néerlandais Virgil van Dijk et le Portugais Cristiano Ronaldo qui complète le podium. Le Trophée Kopa est quant à lui remis au néerlandais Matthijs de Ligt. Lors de cette même soirée, le Trophée Yachine qui désigne le meilleur gardien de l’année est décerné au Brésilien de Liverpool Alisson Becker et le Ballon d'or féminin et remporté par l’Américaine Megan Rapinoe.
- Du 11 au 21 décembre : 16e édition de la Coupe du monde des clubs au Qatar.
- 18 décembre match en retard de la 10e journée de Liga, le FC Barcelone et le Real Madrid se quittent sur un score nul et vierge (0-0) lors du 276e El Clásico disputé sur la pelouse du Camp Nou.
- 21 décembre : Liverpool sort victorieux après 120 minutes (1-0) face aux Brésiliens de Flamengo et remporte pour la 1er fois la Coupe du monde des clubs.

## Principaux décès
- Emiliano Sala, footballeur argentin.
- José Antonio Reyes, footballeur espagnol.
- Eugène Saccomano, journaliste français.
- Daniel Leclercq, entraîneur français.
- Gordon Banks, footballeur anglais.
- Robert Waseige, entraîneur belge.
- José Luis Brown, footballeur argentin.
- Daniel Horlaville, footballeur français.
- Jacques Ferran, journaliste français.
- Köbi Kuhn, entraîneur suisse.
- Lennart Johansson, dirigeant suédois.
- Pim Verbeek, entraîneur néerlandais.
- Henri Biancheri, footballeur puis directeur sportif français.